# روبرتو چیپا
روبرتو چیپا (ایتالیایی: Roberto Chiappa؛ زادهٔ ۱۱ سپتامبر ۱۹۷۳) دوچرخه‌سوار اهل ایتالیا است. وی در بازی‌های المپیک تابستانی ۱۹۹۲، ۱۹۹۶، ۲۰۰۰ و ۲۰۰۸ شرکت کرده است.